# Jami Gertz
Jami Gertz, född 28 oktober 1965 i Chicago i Illinois, är en amerikansk skådespelare.
Hon är sedan 1989 gift med miljardären Tony Ressler. De har fyra barn och bor i Beverly Hills i Kalifornien.

## Filmografi (i urval)
- 1984 – Födelsedagen
- 1986 – Crossroads
- 1986 – Quicksilver
- 1987 – The Lost Boys
- 1988 – Noll att förlora
- 1993 – Jersey Girl
- 1996 – Twister
- 2006 – Värsta familjen
- 2022 – Jag vill ha dig tillbaka